# Jurkovo Selo
Jurkovo Selo is een plaats in de gemeente Žumberak in de Kroatische provincie Zagreb. De plaats telt 119 inwoners (2001).